# Thermocyclops macrolasius
Thermocyclops macrolasius is een eenoogkreeftjessoort uit de familie van de Cyclopidae. De wetenschappelijke naam van de soort is voor het eerst geldig gepubliceerd in 1952 door Kiefer.